# Дерев'янко Віктор Миколайович
Віктор Миколайович Дерев'янко (нар. 1947, Лозуватка, Новоукраїнський район, Кіровоградська область) — доктор технічних наук, професор, директор Інституту безпеки життєдіяльності; відмінник освіти України.

## Життєпис
1970 року закінчив Дніпропетровський інженерно-будівельний інститут.
Працював на заводі залізобетонних виробів в Ворошиловградській області старшим інженером; служив на радянському військово-морському флоті в Сєвєроморську.
Згодом працює у Дніпропетровському будівельному технікумі викладачем спеціальних дисциплін, згодом завідувачем технологічного відділку.
1984 року захистив кандидатську дисертацію зі спеціальності «будівельні матеріали та вироби».
Робив в Дніпропетровському інженерно-будівельному інституті асистентом, доцентом, заступником голови профкому. Був викладачем інституту будівельних матеріалів в алжирському місті Бумердес.
2002 року захищає докторську дисертацію: «Теоретичні основи дисперсно-армованих покриттів».
Протягом 2003—2008 років працював деканом факультету технологій життєзабезпечення в будівництві.
2008 року призначений директором Інституту екології та безпеки життєдіяльності в будівництві Придніпровської академії будівництва та архітектури. Професор кафедри технологій будівельних матеріалів, виробів та конструкцій.
Проводить науково-дослідницьку роботу, науковий керівник лабораторії «Сухі будівельні суміші та теплоізоляційні матеріали».
Досліджує напрямок дисперсно-армованих матеріалів та розробку сухих будівельних сумішей.
Як науковець розробив теоретичну концепцію підвищення стійкості захисних покриттів на основі мінеральних в'яжучих, котрі призначені для захисту будівельних конструкцій та технологічного обладнання.
Для визначення технічних параметрів дисперсних волокон мінерального та органічного походження запропонував аналітичне рішення, що використовується при армуванні розчинів та бетонів різноманітного призначення.
Проводив роботи по розробці сухих будівельних сумішей та додавання регуляторів їх властивостей. Загалом написав понад 150 наукових праць.
Серед публікацій — «Дисперсно-армовані вогнетривкі маси», 1985, разом з Дібровим Г. Д. та Грицюком М. Н.
Входить до складу ученої спеціалізованої ради із захисту докторських та кандидатських дисертацій за спеціальностями «Будівельні матеріали та вироби», «Підвалини та фундаменти», «Технологія та організація промислового та цивільного будівництва», «Управління проектами та розвиток виробництва».
Є членом експертної ради по присудженню кандидатських та докторських ступенів у галузі архітектури, будівництва та геодезії при ВАК України.
Нагороджений почесним знаком «Донор СРСР» та «Знаком пошани» МНС України в Дніпропетровській області.
Зареєстровано 3 його патенти, зокрема «Сировинна суміш для виготовлення вогнетривких виробів» — разом з М. В. Шпирьком; «Гідроциліндр», разом з Л. А. Хмарою.